# Ansiedade paranoica
A ansiedade paranoica é um termo usado na teoria das relações objetais, particularidade nas discussões sobre as posições esquizoide-paranoica e depressiva. O termo foi frequentemente usado por Melanie Klein, especialmente para se referir a um senso de ansiedade pré-depressivo e persecutório caracterizado pela clivagem psicológica dos objetos.

## Desenvolvimentos posteriores
Donald Meltzer viu a ansiedade paranoica relacionada não apenas à perda de confiança na bondade dos objetos, mas também a uma confusão entre sentimento e pensamento. Para as formas extremas de tal ansiedade, ele cunhou o termo "terror", para transmitir algo da intensidade qualitativamente diferente de sua natureza.